# Ілана Кратиш
Ілана Кратиш (івр. אילנה קרטיש; нар. 6 липня 1990) — ізраїльська борчиня вільного стилю, триразова срібна призерка чемпіонатів Європи, срібна призерка Європейських ігор, учасниця Олімпійських ігор. Перша і наразі єдина ізраїльська спортсменка, що взяла участь у змаганнях з боротьби на Олімпіаді.

## Біографія
Народилася в родині репатріантів із Санкт-Петербурга. З п'яти років займалася дзюдо (її батько — тренер з дзюдо). Після 10 років занять цим видом єдиноборств вирішила перейти у вільну боротьбу. Тренується під керівництвом свого батька Олександра Кратиша.
У дзюдо — чотириразовий бронзовий призер чемпіонатів Ізраїлю і бронзовий призер Маккабіади 2009 року.
У вільній боротьбі — багаторазовий чемпіон Ізраїлю, чемпіонка Маккабіади 2009 року.

## Спортивні результати на міжнародних змаганнях

### Виступи на Олімпіадах
| Змагання                    | Збірна  | Вагова категорія          | Місце |
| --------------------------- | ------- | ------------------------- | ----- |
| Літні Олімпійські ігри 2016 | Ізраїль | жіноча боротьба, до 69 кг | 13    |

### Виступи на Чемпіонатах світу
| Змагання                        | Збірна  | Вагова категорія          | Місце |
| ------------------------------- | ------- | ------------------------- | ----- |
| Чемпіонат світу з боротьби 2011 | Ізраїль | жіноча боротьба, до 63 кг | 32    |
| Чемпіонат світу з боротьби 2012 | Ізраїль | жіноча боротьба, до 67 кг | 10    |
| Чемпіонат світу з боротьби 2013 | Ізраїль | жіноча боротьба, до 72 кг | 24    |
| Чемпіонат світу з боротьби 2015 | Ізраїль | жіноча боротьба, до 69 кг | 13    |
| Чемпіонат світу з боротьби 2017 | Ізраїль | жіноча боротьба, до 63 кг | 18    |

### Виступи на Чемпіонатах Європи
| Змагання                         | Збірна  | Вагова категорія          | Місце  |
| -------------------------------- | ------- | ------------------------- | ------ |
| Чемпіонат Європи з боротьби 2008 | Ізраїль | жіноча боротьба, до 59 кг | 10     |
| Чемпіонат Європи з боротьби 2010 | Ізраїль | жіноча боротьба, до 63 кг | 13     |
| Чемпіонат Європи з боротьби 2011 | Ізраїль | жіноча боротьба, до 63 кг | 19     |
| Чемпіонат Європи з боротьби 2012 | Ізраїль | жіноча боротьба, до 67 кг | 9      |
| Чемпіонат Європи з боротьби 2013 | Ізраїль | жіноча боротьба, до 67 кг | Срібло |
| Чемпіонат Європи з боротьби 2014 | Ізраїль | жіноча боротьба, до 69 кг | Срібло |
| Чемпіонат Європи з боротьби 2016 | Ізраїль | жіноча боротьба, до 69 кг | Срібло |
| Чемпіонат Європи з боротьби 2017 | Ізраїль | жіноча боротьба, до 69 кг | 8      |
| Чемпіонат Європи з боротьби 2018 | Ізраїль | жіноча боротьба, до 68 кг | 13     |

### Виступи на Європейських іграх
| Змагання              | Збірна  | Вагова категорія          | Місце  |
| --------------------- | ------- | ------------------------- | ------ |
| Європейські ігри 2015 | Ізраїль | жіноча боротьба, до 69 кг | Срібло |

### Виступи на інших змаганнях
| Змагання                                                         | Збірна  | Вагова категорія          | Місце  |
| ---------------------------------------------------------------- | ------- | ------------------------- | ------ |
| Гран-прі Німеччини з боротьби 2009                               | Ізраїль | жіноча боротьба, до 55 кг | 17     |
| Турнір Олександра Медведя 2011                                   | Ізраїль | жіноча боротьба, до 63 кг | 11     |
| Відкритий чемпіонат Польщі з боротьби 2011                       | Ізраїль | жіноча боротьба, до 63 кг | 10     |
| Турнір Дана Колова — Ніколи Петрова 2012                         | Ізраїль | жіноча боротьба, до 63 кг | 7      |
| Київський Міжнародний турнір з боротьби 2012                     | Ізраїль | жіноча боротьба, до 67 кг | 5      |
| Олімпійський кваліфікаційний турнір з боротьби 2012 (Гельсінкі)  | Ізраїль | жіноча боротьба, до 63 кг | 12     |
| Відкритий чемпіонат Польщі з боротьби 2012                       | Ізраїль | жіноча боротьба, до 63 кг | 5      |
| Турнір Олександра Медведя 2012                                   | Ізраїль | жіноча боротьба, до 67 кг | Бронза |
| Flatz Open 2013                                                  | Ізраїль | жіноча боротьба, до 63 кг | Золото |
| Київський Міжнародний турнір з боротьби 2013                     | Ізраїль | жіноча боротьба, до 63 кг | Золото |
| Гран-прі Німеччини з боротьби 2013                               | Ізраїль | жіноча боротьба, до 67 кг | 8      |
| Золотий Гран-прі з боротьби 2013 (Сассарі)                       | Ізраїль | жіноча боротьба, до 67 кг | Золото |
| Золотий Гран-прі з боротьби 2014 (Париж)                         | Ізраїль | жіноча боротьба, до 69 кг | Срібло |
| Турнір Дана Колова — Ніколи Петрова 2014                         | Ізраїль | жіноча боротьба, до 69 кг | Бронза |
| Турнір міста Сассарі з боротьби 2014                             | Ізраїль | жіноча боротьба, до 63 кг | Срібло |
| Austrian Ladies Open 2014                                        | Ізраїль | жіноча боротьба, до 63 кг | 9      |
| Меморіал Іона Корнеану 2015                                      | Ізраїль | жіноча боротьба, до 69 кг | Золото |
| Золотий Гран-прі з боротьби 2015                                 | Ізраїль | жіноча боротьба, до 69 кг | 12     |
| Олімпійський кваліфікаційний турнір з боротьби 2016 (Їго)        | Ізраїль | жіноча боротьба, до 69 кг | 8      |
| Олімпійський кваліфікаційний турнір з боротьби 2016 (Улан-Батор) | Ізраїль | жіноча боротьба, до 69 кг | Золото |
| Гран-прі Іспанії з боротьби 2016                                 | Ізраїль | жіноча боротьба, до 69 кг | 12     |
| Гран-прі Парижа з боротьби 2017                                  | Ізраїль | жіноча боротьба, до 69 кг | Бронза |
| Київський Міжнародний турнір з боротьби 2017                     | Ізраїль | жіноча боротьба, до 69 кг | Бронза |
| Турнір Дана Колова — Ніколи Петрова 2017                         | Ізраїль | жіноча боротьба, до 69 кг | 13     |
| Гран-прі Іспанії з боротьби 2017                                 | Ізраїль | жіноча боротьба, до 63 кг | Бронза |
| Flatz Open 2018                                                  | Ізраїль | жіноча боротьба, до 68 кг | Срібло |

### Виступи на змаганнях молодших вікових груп
| Змагання                                       | Збірна  | Вагова категорія          | Місце |
| ---------------------------------------------- | ------- | ------------------------- | ----- |
| Чемпіонат Європи з боротьби серед кадетів 2007 | Ізраїль | жіноча боротьба, до 56 кг | 11    |
| Чемпіонат Європи з боротьби серед юніорів 2008 | Ізраїль | жіноча боротьба, до 59 кг | 5     |
| Чемпіонат світу з боротьби серед юніорів 2008  | Ізраїль | жіноча боротьба, до 59 кг | 14    |
| Чемпіонат Європи з боротьби серед юніорів 2009 | Ізраїль | жіноча боротьба, до 55 кг | 12    |
| Чемпіонат світу з боротьби серед юніорів 2009  | Ізраїль | жіноча боротьба, до 59 кг | 10    |
| Чемпіонат Європи з боротьби серед юніорів 2010 | Ізраїль | жіноча боротьба, до 63 кг | 5     |
| Чемпіонат світу з боротьби серед юніорів 2010  | Ізраїль | жіноча боротьба, до 63 кг | 12    |